# Apertochrysa physophlebia
Apertochrysa physophlebia är en insektsart som först beskrevs av Navás 1914.  Apertochrysa physophlebia ingår i släktet Apertochrysa och familjen guldögonsländor. Inga underarter finns listade i Catalogue of Life.